# Platan wschodni

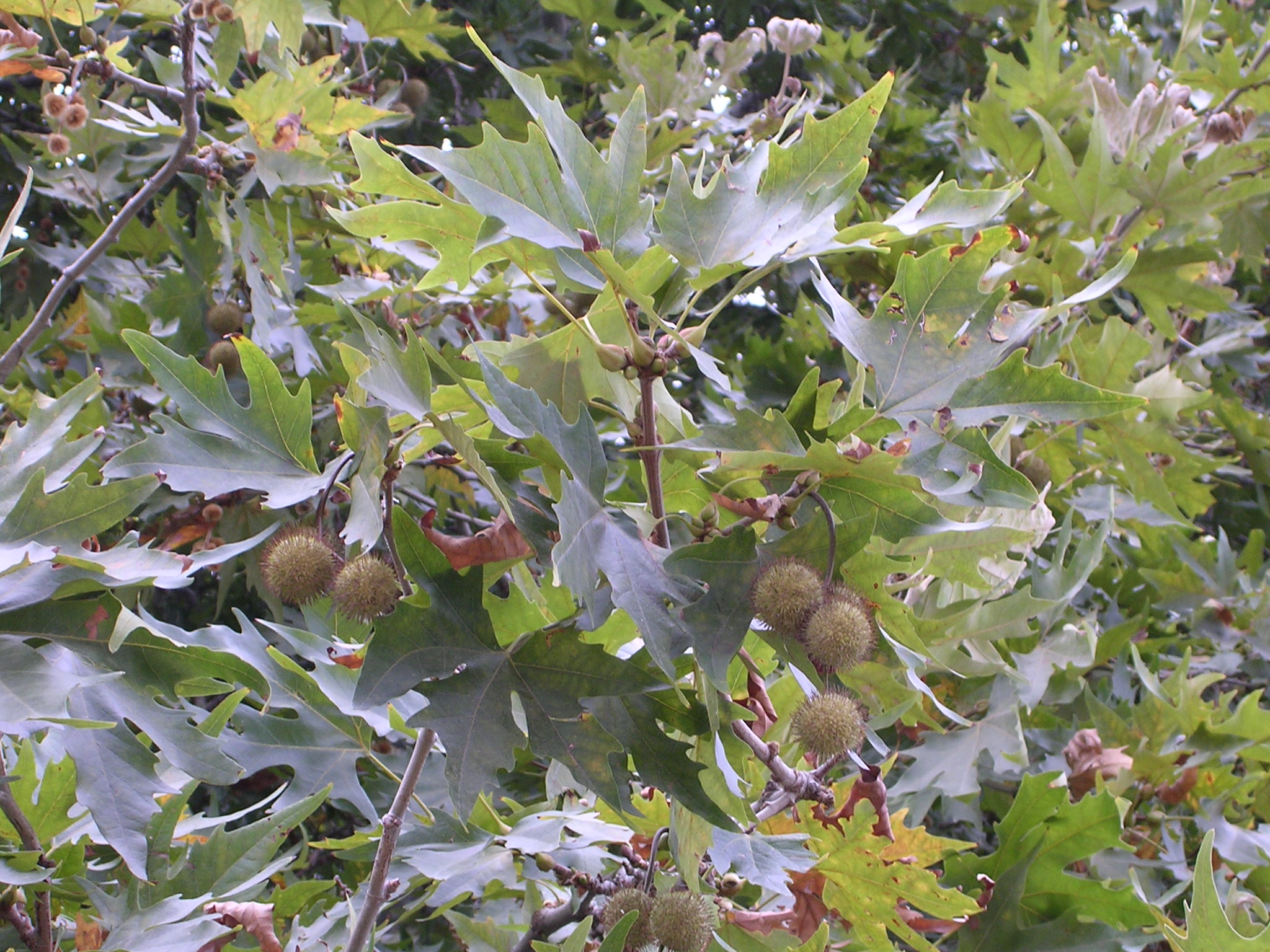
Liście i owoce

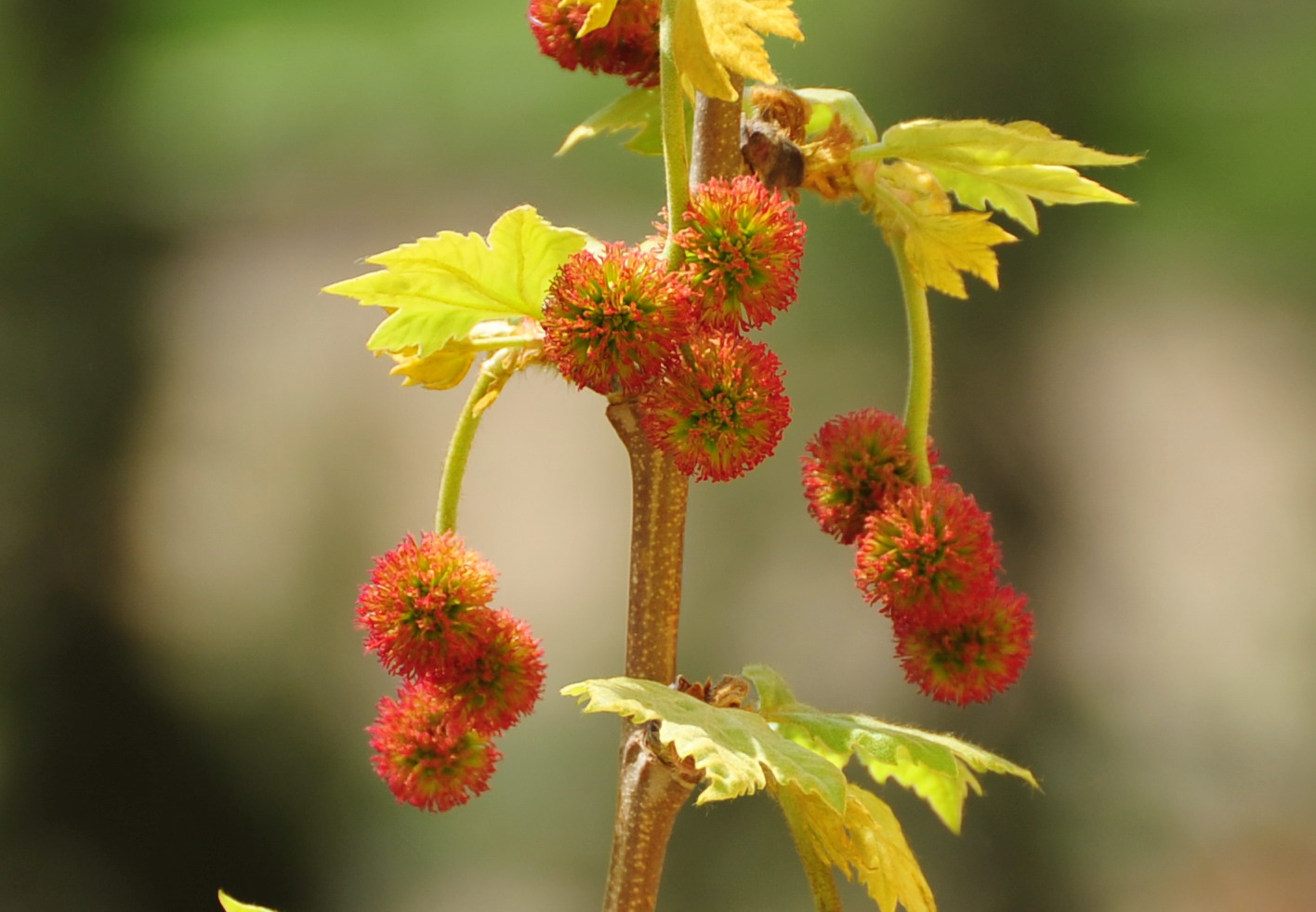
Kwiaty

Platan wschodni (Platanus orientalis L.) – gatunek drzewa z rodziny platanowatych, naturalnie występujący w obszarze śródziemnomorskim, w takich krajach, jak: Albania, Bułgaria, Chorwacja, Grecja (wyspa Kreta), Włochy (wyspa Sycylia), Macedonia, Cypr, Liban, Syria, Turcja. Jest uprawiany w wielu krajach świata. Często stosowany jest w nasadzeniach przyulicznych w Australii, Afryce Południowej i Europie Południowej.

## Morfologia
PieńSzary, z łuszczącą się dużymi płatami korą. Osiąga wysokość do 40 m, ma szeroką koronę, pień zwykle przewodzący aż do sklepienia korony. Zazwyczaj jest silnie żłobiony, dość często się pokłada i zakorzenia w węzłach.
LiścieUlistnienie naprzemianległe, liście jasnozielone,  głęboko wieloklapowe, klapy dłuższe od szerokości liści. Wydzielają słodki, balsamiczny zapach. Jesienią przebarwiają się na kolor jasnomiedziany.
KwiatyRoślina jednopienna, o kwiatach rozdzielnopłciowych, okwiat o czerwonej barwie, zakwita pod koniec marca.
OwoceOrzeszki, skupione w owocostany o wyglądzie brązowych, mechowatych kulek, po 3-6 na jednej długiej szypule. Owoce te pozostają na gałęziach przez zimę.

## Zastosowanie
- Jest sadzony jako drzewo ozdobne w parkach, alejach. Uprawiany jest również w Polsce. Jest szczególnie cenny w zadrzewieniach miejskich, gdyż daje dobry cień podczas letnich upałów, jest mrozoodporny (strefy mrozoodporności 3-10), jest też dość odporny na choroby. Dobrze znosi trudne warunki siedliskowe miast: zanieczyszczenie powietrza, zadeptywanie gleby przez pieszych, przycinanie korzeni podczas budowy chodników i dróg. Rozmnaża się z nasion, sadzonek, lub przez odkłady[6].
- Drewno jest wykorzystywane w przemyśle meblarskim na zewnętrzne warstwy sklejek, do produkcji mebli i okładzin. W budownictwie nadaje się jako drewno konstrukcyjne w zabudowie wewnętrznej (przy średnich wymaganiach wytrzymałościowych). Jest wykorzystywane także do wytwarzania niektórych instrumentów muzycznych, walców młynarskich oraz do produkcji papieru[9].

## Udział w kulturze
Wszyscy znawcy roślin biblijnych są zgodni, że w Biblii pod hebrajskim słowem `ermôn opisany jest platan wschodni, który występuje na północy Izraela.  Słowo to wymienione jest w 3 księgach Biblii: w Księdze Rodzaju (30,37), Mądrości Syracha (24,14) i Księdze Ezechiela (31,8). Pochodzi od słowa `ërőm oznaczającego nagość, co nawiązuje do faktu, że od pnia platana często odpada płatami kora, i wówczas jest „nagi”